# Медвеђи колобус
Медвеђи колобус (лат. Colobus vellerosus) је врста примата (Primates) из породице мајмуна Старог света (Cercopithecidae). 

## Ареал
Ареал врсте покрива средњи број држава. 
Врста је присутна у Нигерији, Бенину, Гани, Тогу и Обали Слоноваче.

## Станиште
Станишта врсте су шуме и мочварна подручја. 

## Угроженост
Ова врста се сматра рањивом у погледу угрожености врсте од изумирања.